# Словенск (Минская область)
Словенск, Славенск (бел. Славенск) — деревня в Воложинском районе Минской области Белоруссии, в Городьковском сельсовете. Население 25 человек (2009).

## География
Словенск находится в 12 км к северо-западу от райцентра, города Воложин. Деревня стоит на левом берегу реки Березины (приток Немана) немного выше Саковщинского водохранилища. Через деревню проходит местная автодорога Воложин — Жомойдь.

## Достопримечательности
- Храм святого Николая. Православная церковь, построена в 1868—1871 годах, памятник архитектуры. Включён в Государственный список историко-культурных ценностей Республики Беларусь[1].